# Danilo Venturini
Danilo Venturini GCA (Itarana, 28 de novembro de 1922 – 12 de novembro de 2015) foi um militar e político brasileiro, que atingiu o posto de general-de-brigada.

## Biografia
Foi chefe do Gabinete Militar no governo João Figueiredo, de 15 de março de 1979 a 24 de agosto de 1982, e ministro extraordinário para Assuntos Fundiários no mesmo governo, de 24 de agosto de 1982 a 15 de março de 1985.
Em 22 de setembro de 1981 foi agraciado com a Grã-Cruz da Ordem Militar de Avis de Portugal.

## Missão Venturini
Em abril de 1983 era o mais alto oficial de segurança do presidente João Figueiredo. Figueiredo o enviou ao Suriname, o que foi chamado de Missão Venturini. Em Paramaribo, ele conversou com o chefe do Exército Dési Bouterse, que deixou claro que o Brasil não aceita a influência cubana no país vizinho. O Brasil respondeu a isso com suprimentos militares e benefícios comerciais. A ameaça velada de Venturini estava no local, fazendo com que o recém-chegado gabinete Alibux removesse toda a retórica revolucionária de seu projeto de declaração do governo. Internamente, a nova direção dividiu os partidos que apoiavam Bouterse, a PALU e o RVP.